# Ragnar Furbo
Ragnar Olov Furbo, född 18 februari 1912 i Vänersborg, död 2 mars 1972 i Karlstad, var en svensk tidningsman och socialdemokratisk kommunalpolitiker.
Furbo, som var son till eldaren Axel Andersson, genomgick Brunnsviks folkhögskola 1932–33 och LO-skolan 1933. Han anställdes i Nya Älvsborgaren i Trollhättan 1934, i Borås Nyheter 1938, Västmanlands Folkblad i Sala 1938 och Dala-Demokraten i Falun 1939. Han blev redaktör och ansvarig utgivare av Söderhamns-Kuriren 1946 och var chefredaktör för Värmlands Folkblad i Karlstad från 1958.
I Söderhamn var Furbo ledamot av stadsfullmäktige, nämndeman samt ledamot av styrelserna för Söderhamns stads yrkesskola, Söderhamns kommunala flickskola och Söderhamns arbetarekommun. Han skrev Nu träffas vi i Söderhamn (1956).